# Drake Head
Drake Head är en udde i Antarktis. Den ligger i Östantarktis. Australien gör anspråk på området.
Terrängen inåt land är huvudsakligen kuperad, men österut är den platt. Havet är nära Drake Head åt nordost. Trakten är obefolkad. Det finns inga samhällen i närheten.